# ڧ
القاف الموحدة الفوقية ڧ حرف من الحروف الإضافية في الأبجدية العربية. وهو حرف القاف في الرسم المغربي.

## الكتابة
| الموقع من الكلمة: | معزول | بدائي | وسطي | نهائي |
| ----------------- | ----- | ----- | ---- | ----- |
| شكل الحرف:        | ڧ     | ڧـ    | ـڧـ  | ـڧ    |